# لوهمن (مکلنبورگ-فورپومرن)
لوهمن (به آلمانی: Lohmen) یک شهر در آلمان است که در Rostock District واقع شده‌است. لوهمن ۷۸۱ نفر جمعیت دارد.